# Inglewood – Live in California
Inglewood — Live in California — концертный альбом группы Deep Purple, записанный в «Форуме» 18 октября 1968 года. Диск издан на лейбле группы Purple Records в 2002 году. Альбом является одной из немногих сохранившихся концертных записей первого состава группы (так называемого Mk I).

## Об альбоме
18 октября 1968 года в зале «Форум» Deep Purple открывали выступление группы Cream в рамках их прощального тура. Лейбл Tetragrammaton, с которым в то время у Deep Purple был заключён контракт, принял решение заснять концерт на бытовую видеокамеру, чтобы впоследствии проанализировать насколько хорошо группа смотрится на сцене. Видеозапись, качество которой оказалось очень плохим, в итоге не нашла применения.
Аудиозапись, долгое время циркулировавшая в виде бутлега, в 2002 году была ремастирована издана на компакт-диске компанией Purple Records, причём для этого издания был использован звук с оригинальной плёнки. Первое издание имело каталожный номер PUR 205, его выпуск был довольно быстро прекращён. В 2009 году вышло новое издание диска, с новым каталожным номером (PUR 255), новым оформлением и буклетом.
Deep Purple открывали лишь три концерта Cream в том туре, после чего Cream по неизвестной причине отказались выступать с ними.

## Список композиций
1. «Hush» (Джо Саут) — 4:44
2. «Kentucky Woman» (Нил Даймонд) — 4:42
3. «Mandrake Root» (Блэкмор/Эванс/Лорд) — 9:36
4. «Help» (Леннон/Маккартни) — 5:33
5. «Wring That Neck» (Блэкмор/Лорд/Симпер/Пейс) — 6:00
6. «River Deep, Mountain High» (Спектор/Барри/Гринвич) — 9:18
7. «Hey Joe» (Билли Робертс) — 7:57

## Участники записи
- Род Эванс — вокал
- Ричи Блэкмор — гитара
- Джон Лорд — клавишные, бэк-вокал
- Ник Симпер — бас-гитара, бэк-вокал
- Иэн Пейс — ударные